# 30828 Бете
30828 Бете (30828 Bethe) — астероїд головного поясу, відкритий 12 жовтня 1990 року.
Тіссеранів параметр щодо Юпітера — 3,564.